# Cố Luân Vinh Hiến Công chúa
Cố Luân Vinh Hiến Công chúa (chữ Hán: 固伦荣宪公主, 20 tháng 6 năm 1673 - 29 tháng 5 năm 1728), Công chúa nhà Thanh, là Hoàng nữ thứ 3 nhưng lại là người lớn nhất trong những người con gái thành niên của Khang Hi Đế, xưng Nhị Công chúa.

## Cuộc sống
Cố Luân Vinh Hiến Công chúa sinh vào ngày 6 tháng 5 (âm lịch) năm Khang Hi thứ 12 (1673), mẹ là Vinh phi Mã Giai thị, một trong những phi tần đầu tiên của Khang Hi Đế.
Năm Khang Hi thứ 20 (1681), ngày 23 tháng 10, bản tấu từ Tổng quản Nội vụ phủ về chi phí chi tiêu ngân lượng trong cung có chép: 
| “ | 为巴林公主的孙子乌尔衮额驸穿初定之礼服, 制金带圈一对, 焊接配药投入银五厘. . vi Ba Lâm Công chúa đích tôn tử Ô Nhĩ Cổn ngạch phụ xuyên sơ định chi lễ phục, chế kim đái quyển nhất đối, hạn tiếp phối dược đầu nhập ngân ngũ ly. | ” |

Ngày 26 tháng 10 cùng năm, bản tấu được chuẩn, cấp cho lễ đính hôn của Ngạch phò Ô Nhĩ Cổn "phóng lục tùng thạch khảm kim tiểu tát đại nhất, đái khứ thử hạng khảm nhập chi ngân huyền tứ phân". Ngoài ra, còn cấp Ba Lâm Công chúa và Ô Nhĩ Cổn 428 lượng bạc để làm y phục. Có thể thấy rằng ngay từ năm Khang Hi thứ 20, khi mới 9 tuổi, Hoàng tam nữ đã cùng Ô Nhĩ Cổn, con trai của Ba Lâm Quận vương Ngạc Tề Nhĩ, cử hành lễ đính hôn.
Năm Khang Hi 30 (1691), tháng 1, Hoàng tam nữ được phong Hoà Thạc Vinh Hiến Công chúa, tháng 6 gả cho Ba Lâm bộ Bát Nhĩ Tế Cát Đặc thị Ô Nhĩ Cổn. Lúc đó Công chúa 19 tuổi. Cung đình đương án còn gọi bà là Hoà Thạc Vinh Giản Công chúa.

Khang Hi Đế luôn cho rằng trăm sự hiếu đứng đầu, trong gia đình con trai con gái đều như nhau, đã nhiều lần khen Vinh Hiến Công chúa hiếu thuận, thậm chí có hiếu nhất trong chư vị Công chúa: 
| “ | 性生婉淑, 仪备肃雍; 内则早娴, 誉素彰于宫阃. . Tính sinh uyển thục, nghi bị túc ung; nội tắc tảo nhàn, dự tố chương vu cung khổn. | ” |

| “ | 顷以朕体违和, 尔归宁侍奉; 问安视膳, 克殚至情, 诸公主中, 惟尔为最. . Khoảnh dĩ trẫm thể vi hòa, nhĩ quy ninh thị phụng; vấn an thị thiện, khắc đàn chí tình, chư công chủ trung, duy nhĩ vi tối. | ” |

Năm Khang Hi thứ 45 (1706), Công chúa phái Nhất đẳng Thị vệ Cát Nhĩ Mã (噶尔玛) mang "Hoàng phụ thỉnh an biểu văn cập trình Hoàng thái tử chi thỉnh an biểu văn" của bà tiến kinh triều cống cùng thỉnh an. Ngoại trừ hiến cho Thánh Tổ sữa chua, rượu trắng 4 bình các loại, còn tặng rất nhiều thực vật cho Thái hậu tổ mẫu, phi mẫu, Hoàng thái tử, Hoàng thái tử phi.
Năm Khang Hi thứ 48 (1709), Khang Hi Đế lâm bệnh nặng, Vinh Hiến Công chúa lập tức từ Mông Cổ chạy về, canh giữ bên người, tự mình hầu hạ liên tục 4 ngày 4 đêm. Cùng năm, Công chúa được tấn phong là Cố Luân Vinh Hiến Công chúa, với lý do "Niên xỉ diệc trường, lễ trật đương ưu". Khang Hi Đế cũng từng 4 lần tự mình đến thăm Vinh Hiến Công chúa, mà 4 vị Công chúa khác cũng viễn giá Mông Cổ đều không được đãi ngộ này. Công chúa còn vì Khang Hi Đế mà kiến tạo một hành cung ở Ba Lâm bộ, đây là Hoàng đế Hành cung duy nhất của Trung Quốc ở biên cương phía Bắc.
Năm Khang Hi thứ 52 (1713), ngày 25 tháng 11, trong lúc Vinh Hiến Công chúa đang lâm bệnh, Tam A ca Dận Chỉ cùng Tứ A ca Dận Chân tấu với Thánh Tổ rằng bệnh tình của bà đang dần chuyển tốt. Khang Hi Đế cho rằng chỗ ở của Công chúa hiện nay không tốt, ảnh hưởng đến sức khoẻ, các A ca cùng đại thần tìm được 2 chỗ ở, Khang Hi Đế cho rằng "đều kém".
Năm Khang Hi thứ 60 (1721), Ngạch phò Ô Nhĩ Cổn mất, hưởng thọ 51 tuổi. Năm Ung Chính thứ 6 (1728), Công chúa mất năm 56 tuổi.
Tế văn của Công chúa trong "Hoàng triều văn điển" có ghi "Lý hàn bình chi nội chính, khắc lệ cung cần", khẳng định công lao chính trị của bà trong việc xử lý Ba Lâm kỳ vụ. Năm Ung Chính thứ 7 (1729), ngày 19 tháng 9, sau khi lăng tẩm được hoàn tất, Vinh Hiến Công chúa được con trai Lâm Bố hợp táng cùng với Ngạch phò ở Ba Lâm .
Căn cứ theo "Khởi cư trú" thời Ung Chính, Lâm Bố từng chuốc say Hộ vệ Đại Thụ, lại sai khiến A Lễ Khôn đem hắn đi giết, đồng thời thiêu thi diệt tích. Sau khi vụ việc được tiết lộ, Ung Chính Đế đã tước đi tước vị của Lâm Bố, quyển cấm, chiếu theo lệ của Thương Tân (Ngạch phò của Hòa Thạc Ôn Khác Công chúa) mà vợ con đều bị nhốt vào cấm sở.

## Mộ địa

### Mặc Long bào hạ táng
Năm Ung Chính thứ 6 (1728), Công chúa mất tại Mông Cổ. Lâm Bố đã xây dựng một lăng mộ cực kỳ xa hoa cho mẹ. Lăng mộ đông tây rộng chừng 45 mét, nam bắc dài chừng 105 mét, chiếm diện tích 5000 mét vuông trái phải. Làm cho người ta không thể tưởng tượng được là di thể của Công chúa được bảo tồn vô cùng tốt.
Năm 1972, lăng mộ của bà tại Mông Cổ Xích Phong Ba Lâm hữu kỳ tình cờ bị phát hiện, một đám tiểu tướng tạo phản đã dùng đại chuỳ đục mở mộ thất, phát hiện mặc dù đã an táng 240 năm nhưng di thể của Công chúa tất cả giống như vừa mới an táng. Cơ phu văn lý rõ ràng có thể phân biệt, làn da vẫn còn đàn hồi, đầu nam chân bắc, đầu đội Kim chế Phượng quan, tay đeo kim trạc giới chỉ, chân mang giày gấm đỏ thẩm thêu hoa, trên người mặc rất nhiều tầng phục sức, ngoài cùng là kiện Trân châu đoàn Long bào cực kỳ rực rỡ chói mắt. Căn cứ theo đo đạc, Vinh Hiến Công chúa cao khoảng 1m56, mái tóc dài 75 cm.
Phía nam và phía đông quan tài của Công chúa có 2 hũ tro cốt, phân biệt là Ngạch phò Ô Nhĩ Cổn cùng con trai bà là Lâm Bố.

### Di thể bị vứt nơi hoang dã
Sau khi đục mở mộ thất, tài bảo bồi táng của Công chúa bị cướp sạch, thi hài bị đem cởi hết y phục, trang sức quý trọng, rồi vứt di thể ra ngoài mộ địa.
Di thể của Công chúa sau khi bị phơi nắng rất nhanh bị thối rữa. Sau đó, một nhân viên khảo cổ đã đem di thể của bà đến một Vệ sinh viện. Người đứng đầu Vệ sinh viện đó đã lên án việc ác đào cổ mộ, liền bị bọn cầm đầu Cách mạng cho rằng ông đứng phía đối lập với quần chúng nhân dân, muốn cổ vũ thế lực phong kiến, đem ông ra phê đấu (công khai xử lý tội lỗi). Ông bị bắt phải cõng di thể của Công chúa dạo phố. Phê đấu kết thúc, di thể của Công chúa bị vứt đến nơi hoang dã.
Ngày nay, toàn bộ lăng mộ của Công chúa đều đã bị san bằng thành bình địa, địa cung dưới mặt đất cũng bị thuốc nổ huỷ diệt hoàn toàn.

## Khoáng chí
| “ | 公主: 大清圣祖仁皇帝次女也, 康熙三十年厘降于巴林, 初封和硕荣宪公主. 四十八年圣躬不豫, 公主亲膳问安晨昏不辍, 四十余辰未尝少懈. 迨即安之后乃优旨褒奖, 谓公主克诚克孝竭力事亲, 诸公主中尔宽为最, 是用厚其典礼晋封荣宪国公主. 方享期硕之佑遽符星变之祥, 遂于雍正六年四月二十一日, 享年五十六岁而薨. 驸马吴尔衮系元室之胄, 世为巴林多罗郡王办理旗务, 乃我太宗文皇帝第四女, 淑慧固伦公主之嫡孙也. 康熙四十三年嗣封王爵, 使统理十一旗事. 五十五年董督属国二十三旗戎务, 北讨测旺妖星犹炽未酬慨之心, 梁木忽摧转甚英雄之痛. 遂于康熙六十年二月十三日, 薨于军享年五十一. 男一人女一人, 男霖布袭封王爵, 女为显亲王元妃. 嗣王孝子霖布谨则巴林境内, 巴彦陶拜山阳修建亭殿筑治地宫. 吉卜雍正七年八月十九日辛丑, 合葬先公主先王于兆域礼也. 呜呼! 寝园轮奂同符千里山河, 子姓振绳永锡九天雨露, 爰志幽邃永垂不朽. 大清雍正七年八月十九日书. . Công chúa: Đại Thanh Thánh Tổ Nhân Hoàng Đế thứ nữ dã, Khang Hi tam thập niên ly hàng vu Ba Lâm, sơ phong Hòa Thạc Vinh Hiến Công chúa. Tứ thập bát niên Thánh cung bất dự, Công chúa thân thiện vấn an thần hôn bất xuyết, tứ thập dư thần vị thường thiểu giải. Đãi tức an chi hậu nãi ưu chỉ bao tưởng, vị Công chúa khắc thành khắc hiếu kiệt lực sự thân, chư công chủ trung nhĩ khoan vi tối, thị dụng hậu kỳ điển lễ tấn phong Vinh Hiến Cố Luân Công chúa. Phương hưởng kỳ thạc chi hữu cự phù tinh biến chi tường, toại vu ung chính lục niên tứ nguyệt nhị thập nhất nhật, hưởng niên ngũ thập lục tuế nhi hoăng. Phò mã Ô Nhĩ Cổn hệ nguyên thất chi trụ, thế vi Ba Lâm Đa La Quận vương bạn lý kỳ vụ, nãi ngã Thái Tông Văn Hoàng Đế đệ tứ nữ, Thục Tuệ Cố Luân Công chúa chi đích tôn dã. Khang Hi tứ thập tam niên tự phong vương tước, sử thống lý thập nhất kỳ sự. Ngũ thập ngũ niên đổng đốc chúc quốc nhị thập tam kỳ nhung vụ, bắc thảo trắc vượng yêu tinh do sí vị thù khái chi tâm, lương mộc hốt tồi chuyển thậm anh hùng chi thống. Toại vu Khang Hi lục thập niên nhị nguyệt thập tam nhật, hoăng vu quân hưởng niên ngũ thập nhất. Nam nhất nhân nữ nhất nhân, nam Lâm Bố tập phong vương tước, nữ vi Hiển Thân vương Nguyên phi. Tự vương hiếu tử Lâm Bố cẩn tắc Ba Lâm cảnh nội, ba ngạn đào bái sơn dương tu kiến đình điện trúc trì địa cung. Cát bặc Ung Chính thất niên bát nguyệt thập cửu nhật tân sửu, hợp táng tiên công chủ tiên vương vu triệu vực lễ dã. Ô hô! Tẩm viên luân hoán đồng phù thiên lý sơn hà, tử tính chấn thằng vĩnh tích cửu thiên vũ lộ, viên chí u thúy vĩnh thùy bất hủ. Đại Thanh Ung Chính thất niên bát nguyệt thập cửu nhật thư. | ” |

## Gia đình

### Ngạch phò
- Ô Nhĩ Cổn (乌尔衮, 1670 - 1721), Bát Nhĩ Tế Cát Đặc thị, thuộc Ba Lâm bộ, thứ tử của Trát Tát Khắc Đa La Quận vương Ngạc Tề Nhĩ, cháu nội của Cố Luân Thục Tuệ Trưởng Công chúa, chắt ngoại của Hoàng Thái Cực. Năm Khang Hi thứ 30 (1691), tháng 6, cưới Hoà Thạc Vinh Hiến Công chúa. Năm thứ 43 (1704), tập Ba Lâm bộ Trát Tát Khắc Quận vương. Năm thứ 58 (1719), theo Khang Hi đế xuất chinh. Năm thứ 60 (1721) mất trong quân.

### Con cái
- Trưởng tử: Lâm Bố (霖布), tập Trát Tát Khắc Quận vương.
- Trưởng nữ: Đích Phúc tấn của Hiển Cẩn Thân vương Diễn Hoàng.

## Phim ảnh
| Năm  | Phim truyền hình                                 | Diễn viên             |
| 2001 | Khang Hi vương triều (康熙王朝)                  | Hồ Thiên Cáp (胡天鸽) |
| 2017 | Hoa Lạc Cung Đình Thác Lưu Niên (花落宫廷错流年) | Uông Tình (汪晴)      |